# Фролов, Иван Васильевич (хоккеист с мячом)
Иван Васильевич Фролов (1920—2003) — советский хоккеист с мячом, трёхкратный чемпион СССР, заслуженный тренер РСФСР по хоккею с мячом. Также был футболистом.

## Биография
Начал играть хоккей с мячом в свердловском «Уралмаше».
В сентябре 1940 года был призван в ряды Красной Армии для прохождения службы в пограничных войсках на Дальнем Востоке. С началом войны был направлен в Рязанское пулеметное училище для прохождения ускоренных годичных курсов пулеметчиков.
После окончания училища в звании младшего лейтенанта был направлен на Сталинградский фронт. Позже воевал на Прибалтийском фронте, где был командиром взвода. За боевые заслуги в годы Великой Отечественной войны награждён двумя орденами Красной Звезды и орденом Отечественной войны 2 степени и девятью медалями.
После войны до 1947 года снова играл в «Уралмаше». В 1947 году получил приглашение в СКА (Свердловск). Стал трёхкратным чемпионом СССР.
Одновременно с этим играл в футбол за свердловские команды «Авангард» и ОДО в классе «Б».
В 1957—1962 годах выступал за «Уральский трубник».

## Достижения
- Чемпион СССР по хоккею с мячом — 1950, 1953, 1956
- Второй призёр чемпионата СССР — 1951, 1955
- Третий призёр чемпионата СССР — 1952
- Включался в список 22 лучших игроков сезона — 1950, 1952, 1953

## Тренерская работа
В 1962—1965 годы был старшим тренером «Уральского трубника». В те годы команда занимала самые высокие места за свою историю: в чемпионате СССР — четвёртое. В 1973 и 1974 годы воспитанники И. В. Фролова стали чемпионами СССР, а в 1974 году 4 игрока этой команды завоевали звание чемпионов мира среди юниоров. Среди его воспитанников такие мастера, как С. Максименко, Л. Вострецов, Д. Репях, А. Дубов, В. Матвеев и многие другие.
Судья всесоюзной категории по хоккею с мячом.
Награждён нагрудным знаком «Отличник физической культуры и спорта»
Ветеран физкультуры и спорта г. Первоуральска.